# بيت عنان
31°51′10″N 35°06′38″E / 31.852777777778°N 35.110555555556°E

بيت عنان قرية مقدسية - فلسطينية تتبع محافظة القدس وهي في الجانب الشمالي الغربي لمدينة القدس الذي وقع تحت الاحتلال الإسرائيلي في حرب 1967.

## أصل التسمية
اختلف الباحثون في أصل تسمية القرية، فكلمة العنان لغوياً تعني الارتفاع، وقد أطلق عليها الشهيد المجاهد عبد القادر الحسيني لقب «بيت الأمان» لاحتضان القرية له ولجوءه إليها عدة مرات إبان حرب عام 1948، ويُرجح أن تكون التسمية عائدة إلى اسم الشيخ «حسين عنان» الذي سكن القرية مع موجات الفتح الإسلامي لفلسطين.
وهذه هي النسبة الصحيحة حسبما أورد الدكتور جاسر العناني في كتابه «بيت عنان أرض وتاريخ». ومما يذكره الدكتور العناني في هذا الكتاب أن المقام الموجود في جبل تعود بنا إلى حقب زمنية بعيدة تصل إلى جذورها إلى الفترات الكنعانية، وهذا ما يؤكده ناصر جمهور في بحثه عن آثار القرية وهي كما جاءت في مقالته «أهم الخرب والآثار في أراضي بيت عنان»؛ إن للقرية جذور تعود لفترات تمتد إلى ما قبل 3000 عام.

## تاريخ
يوجد في قلب القرية مبنى كبير وقوي، مكون من ثلاثة طوابق، ربما كان يستخدم كقلعة. بالإضافة إلى ذلك، تم اكتشاف مقبرة من العصر الروماني في القرية. معظم الفخاريات المكتشفة تعود إلى العصر العثماني (81%). بالإضافة إلى ذلك، تم العثور على فخار من العصر الروماني (4%)، والعصر البيزنطي (9%)، والعصر الإسلامي المبكر (3%)، والعصور الوسطى (3%).
أصل سكان القرية هو مدينة دورا جنوب جبل الخليل. ومن المعروف أنه خلال الفترة العثمانية استقر مهاجرون من دورا في مستوطنات أخرى قريبة من المكان، من بينها بيت عور الفوقا والطيرة.

## أهم الخرب والأماكن الأثرية في أراضي بيت عنان
1- خربة قاع الحوش: تقع في الطرف الشمالي للقرية وهي موقع مملوكي - عثماني على الأغلب وفي الطبقات السفلى توجد بقايا اثرية يونانية وبيزنطية وسراديب ومغاور من العصر الكنعاني، (القسم الأقدم (الشمالي من الموقع تم ازالته بالكامل لبناء مجمع خدمات للقرية) وكان بالموقع جدار حجري يحمي هذا الموقع ويقال أن الموقع كان به عين ماء طمرت مع تقادم الزمن وكان في الموقع ثلاث عليات (بيوت من طبقتين تمتاز بالفخامة مقارنة بغيرها من البيوت) لكن لم يبقى منها سوى علية الصوص ويجاورها إلى جهة الجنوب والشرق بعض البيوت القديمة المهدمة وقليل من البيوت القديمة السليمة. احتوى المكان قديما على طوابين في الجهة الغربية (أزيلت لتوسيع الطريق) وكانت تضم بناء كبيرا لتجميع الحبوب مكونا من طبقتين أو ثلاث وكان أهالي القرية يسونه باسم (رجالة البد).
2 - خربة المسقاة: يقع الموقع في الجنوب الغربي للقرية على طريق المسقاة (ميع المياه وهذا البئر رمم في الفترات الإسلامية اللاحقة للاستفادة منه ويضم الموقع محطة استراحة للقوافل أو ((خانا للمسافرين والجيوش الصليبية التي كانت تمر على الطريق المار بالموقع)) وكان الموقع في حالة جيدة حتى بداية التسعينات إلا أن عوامل الدهر والتقلبات الجوية واعتداءات البشر على الموقع أدت إلى تدمير واجهاته البناية المواجهة للطريق.
3 - خربة حماد: وتقع غربي القرية على الطريق المؤدي لقرية بيت لقيا وهي موقع بيزنطي يقع فوق أطلال موقع يوناني وكانت المنطقة تحوي ارضيات فسيفائية وكنائس بيزنطية، ولا تزال المنطقة تزخر بالجدران والأرضيات البيزنطية واليونانية، يضم الموقع حمامات وأبار جمع ودروب مرصوفة وأدراج ومداخل أبواب وعتبات ومعاصر للزيتون ومعاصر خمور ومعظمها مدمر أو شبه مدمر، كما يعثر في المنطقة على العملات الخاصة بالعصور البيزنطية واليونانية وكذلك على أختام وبقايا فخارية وأدوات حجرية ومعدنية.
4 - خربة الجديرة: وتقع غربي القرية وهي على الأغلب امتداد طبيعي لخربة الجديرة وتقع إلى الشرق منها وتضم الكثير من المقابر والكهوف التي استخدمت كصوامع للتخزين وأرضيات صخرية ومعاصر للخمور معظمها لا تزال ظاهرة للعيان. ولكن الموقع مهمل واستخدم كمكب للنفايات لفترات وكذلك يستخدم لطرح المياه العادمة فيه.
5 - خربة الكبوش: وتقع ألى الجنوب الشرقي - ومعظمها داخل ضمن أراضي قرية القبيبة المجاورة، ويغلب على الموقع الطابع البيزنطي ولايزال الكثير من الأرضيات والجدران وقطع الفخار زاخرة في المكان، وهذا الموقع لا زال في تقلص مستمر بحكم التوسع العمراني.
6 - خربة البريج: يقع في اراضي بيت عنان الغربية وهو موقع إسلامي صليبي كما يورد ناصر جمهور، لكنه استخدم كمحطة استراحة على طريق الساحل - القدس وهو مكان زاخر بالآبار الصليبية والكهوف الكنعانية التي استخدمها البدو لبيات الماشية والجدران ويحوي المكان على بقايا إسلامية بكثرة مما يدل على إعادة استخدامه في العصور الإسلامية المختلفة ويعد من اقل المواقع في القرية التي تعرضت للاعتداءات والتهديم ويحتمل كون أحد الابنية في المكان مسجدا، والمكان كان عامرا لفترات زمنية ليست بالبعيدة بحسب ما يذكره كبار السن في القرية، وينقل ناصر جمهور نقلا عن كتاب القبيبة - عمواس للكاتب الإيطالي باجاتي أن الموقع ربما يكون مكان إقامة أرنولد أحد قادة الحملات الصليبية.
7 - خربة المطري (المدبسة): يقع أراضي القرية الجنوبية قرب قرية خربة أم اللحم، وكان الموقع يضم الكثير من المغاور الأثرية التي استخدم بعضها كمساكن في العصور الكنعانية ومعضمها دمر، ومدافن وأدراج وجدران يونانية وبيزنطية، كذلك كان بالموقع بقاية لبناية كبيرة قد تكون مكان عامة كقاعة اجتماع أو قصر لأحد النبلاء البيزنطيين- حسب وجه نظر ناصر جمهور. ووجد بالمكان معصرة زيتون بيزنطية ((معظم هذه المعالم لم تعد موجودة بفعل الإهمال والاعتداءات وبعضها أزيلت بالجرافات)).
8 - خربة الهضاب: يقع في غرب القرية وهو موقع كنعاني بامتياز، يضم المكان مساكن صخرية وآبار مياه وأرضيات صخرية ومعاصر خمور محفورة بالصخر ومقلع حجارة قد يكون من عصور لاحقة.

## الجغرافيا
ترتفع القرية عن سطح البحر 750 م في أجزائها الشرقية ثم تنحدر إلى 620 م في وسط البلد، أما مناطق الأودية فيها فتتراوح ما بين 450 م و 350 م عن سطح البحر. وتنحدر بشدة نحو الشمال بإتجاه وادي القيقبة ووادي سلمان ووادي حامد بحيث تمنع من اتصال القرية بقرى بيت دقو والطيرة من ناحية الشمال أ ما من الناحية الجنوبية فإن انحدار الأراضي أقل وعورة والأودية كذلك، ويوجد هناك مجموعة جبال وأودية أهمها جبل الجبيعة، وجبل رمانة والبريج وأودية المسقاة ووادي القمح.
تبلغ مساحة الأراضي التابعة للقرية 41,071.5 أمتار مربعة أي 4.11 هكتارات، تعادل 10.149 دونمات يمتلك مواطنو القرية منها 10.097 دونمات و 8 دونمات فقط منها مشاع، فقدت القرية 444 دونماً من أراضيها عام 1949 م فيما دعي بخط الهدنة.

## السكان
سكن القرية في العام 1596 م ما مجموعه 140 نسمة ووصل بعد عدة قرون - عام 1922 م إلى 509 نسمة، سكنوا في 59 منزلٍ فقط. وفي العام 1931 م وصل التعداد إلى 654 نسمة وفي العام 1945 م ارتفع العدد إلى 820. وفي عام 1961م وصل عدد السكان 1255 نسمة وفي عام 1982 م أصبح 1400 نسمة وحسب التعداد العام للسكان والمساكن عام 1997 وصل تعداد القرية إلى 3169 نسمة. أما حسب آخر إحصاء (عام 2007 م) فقد زاد تعداد السكان في القرية عن 4200 نسمة. أما الآن ونحن على أبواب العام 2012 فيقدر ناصر جمهور تعداد سكان القرية بما يزيد عن 4700 نسمة وحسب احصائيات عام 2017 فقد تجاوز عدد السكان 4100 نسمة.
و شهدت البلدة في العقدين الماضيين هجرة كبيرة نحو الولايات المتحدة الأمريكية ويقارب عدد أهالي بيت عنان المغتربين في ولاية لويزيانا الأمريكية ب 500 نسمة وفي ولاية نيوجرسي ب 1000 نسمة وفي ألينوي (خاصة شيكاغو) ب 200 نسمة وهنالك أعداد كبيرة من المغتربين في فلوريدا وانديانا وغيرها.

## الطرق والمرافق في القرية
الطرق الخارجية:
للقرية مدخل معبد وباربع مسالك من الجهة الشرقية وهو المدخل الرئيسي للقرية أما المدخل الغربي للقادمين من بيت لقيا فهو
ضيق وبعرض لا يتجاوز الاربعة امتار والطريق منحدرة ومتعرجة وغير مؤهلة بشكل جيد ومع ذلك تستعمل كشريان رئيسي يربط
محافظتي رام الله بالقدس ولذلك لا بد من التعاون مع السلطة الوطنية والمجالس المحلية لتوسعته وتخفيف انحداره واعادة تعبيده.
و يربط القرية من الناحية الشمالية الشرقية طريق ترابي بقرية بيت دقو وهو بحاجة ماسة للتوسيع وتخفيف الانحدار وتعبيده
و امامن الناحية الجنوبية الشرقية فهنالك طريق ترابي يصل لقرية قطنة وخربة ام اللحم وهو أيضا بحاجة لتوسعة وتعبيد
و من الجهة الشمالية الغربية فتحدر طريق ترابي باتجاه وادي سلمان ويصل القرية بقرية خربتا المصباح والطيرة وهو أيضا
بحاجة للتوسعة والتعبيد.
مسافات الطرق في الفرية:
وسط البلد (ساحة وراءابو يمين)– مدرسة الذكور: 1 كم.
وسط بيت عنان – القبيبة: 2 كم.
وسط بيت عنان – بدو: 4 كم.
وسط بيت عنان – المدخل الغربي: 1.2 كم.
وسط بيت عنان – مدخل بيت لقيا: 5 كم (بحث وإعداد: الأستاذ ناصر جمهور)
المساجد والمرافق الدينية والوقفية:
في القرية مسجد رئيسي يتوسط القرية بالقرب من الساحة الرئيسية التي تسمى أبو يمين ويسمى هذا المسجد باسم مسجد أبو أيوب الأنصاري
تيمنا بالصحابي الجليل أبو أيوب الأنصاري الذي نزل الرسول صلى الله عليه وسلم بيته حتى بني بيت له ودفن تحت اسوار القسطنطينية و
مسجد السنة في الحي الشرقي من القرية ومسجد الاتقياء في الحي الغربي من القرية.
ويوجد دار للقرآن الكريم لتحفيظ القرآن الكريم وتفسيره وتجويده بالقرب من المسجد الرئيسي (مسجد أبو أيوب الانصاري).
المقابر: تقع المقبرة الرئيسية للقرية إلى الغرب من المسجد الرئيسي وهنالك مقبرة أخرى تتوسط القرية ضمن مقام أبو يمين وتتبع لعائلتي أبو خليل والشيخ وحديثا تم تأسيس مقبرة حديثة بجانب المقبرة الرئيسية في البلدة.
المدارس ورياض الأطفال:
تمتلك القرية 4 مدراس منها ثانوية للذكور وتستوعب 300 طالب في 10 عشر شعب صفية ومعظم غرفها غير لائقة للتدريس وهي بحاجة من الاضافات والمرافق
و يجاورها مدرسة أساسية للذكور تستوعب 280 طالب ضمن 8 شعب صفية وهي مدرسة حديثة وتضم القرية كذلك مدرسة أساسية عليا للإناث تضم أكثر من 600 طالبة في 16 شعبة وافتتح في العام 2016 مدرسة ثانوية للبنات تضم 6 شعب صفية.

## التركيب الصخري
تتألف الطبقات الصخرية للمنطقة ومنها أراضي القرية من الصخور الرسوبية. وتعني كلمة رسوبي إلى أن الصخر قد تكون نتيجة الترسيب، وهذه قد تشكت هذه الصخور نتيجة تفتت صخور أصلية بفعل عوامل التجوية المختلفة سبق تكوينها وهي الصخور الاندفاعية والمتحولة حيث ترسبت المواد الناتجة عن التفتت في أماكن جديدة مكونة بنية طبقية حيث تظهر الطبقات نتيجة توضعها فوق بعضها البعض، وجميع الأنواع الصخرية في أراضي بيت عنان تنتمي لعائلة الصخور الرسوبية كما يفيد بذلك ناصر جمهور ومنها صخور الصوان البيضاوية والطبقية وصخور الحورو هنالك الكثير من المستحثات الصخرية الحيوانية منها والنباتية والتي يغلب عليها الأصل البحري وإما الغالب على صخور القرية فهي الصخور المزية التي يستعملها السكان لبناء الجدران الاستنادية وحجارة البناء.

## أعلامها
- يوسف عبد العزيز، (1956) شاعر وصحفي.